# Парк імені Тараса Шевченка (Стрий)
Парк і́мені Тара́са Шевче́нка (інші поширені назви — парк культури і відпочинку ім. Т. Г. Шевченка, парк Вільшина) — парк-пам'ятка садово-паркового мистецтва місцевого значення в Україні. Розташований у центральній частині міста Стрий Львівської області, між вулицями Сколівська та Гайдамацька. Є найстарішим парком міста. 
Загальна площа парку 20 га. На території парку ростуть вікові дерева (столітні сосни, тополі, дуби, модрини та дугласії) і до 30 видів кущів та дерев (буки, липи, в'язи, ясені, клени-явори, сиза, сосна Веймутова, сосна чорна, кипарисовик Лавсона).

## Історія
Парк був закладений у 1830 році окружним старостою Леопольдом Краттером неподалік від руїн старого замку, на місці колишнього гаю. Парк спершу носив назву «Краттерівка». Потім його називали «Парк Вільшина», а в 1945 році був перейменований у «Парк ім. Т. Г. Шевченка». 6 травня 1894 року відбулась нарада у присутності інспектора міських парків зі Львова Арнольда Рьорінга та ради міста щодо питань облаштування парку, після чого згодом було створено комісію з облаштування міського парку під керівництвом Олександра Стояловського. У подальшому була проведена санітарна рубка, розмітки проектованих доріг і стежок та чистка парку. Від 9 жовтня 1984 року парк набув статусу парку-пам'ятки садово-паркового мистецтва місцевого значення. 
4 червня 1862 року в парку урочисто відкрито монумент загиблим солдатам під час австро-франко-італійської війни 1859 року (ще відомої як «Друга війна за незалежність Італії») піхотного полку № 9 Гартмана-Клярштейна, роботи Ципріяна Годебського. Монумент був окрасою парку Вільшина і являв собою 4,5-метровий пам'ятник з дрібнозернистого пісковику, виготовлений одним з найвідоміших європейських скульпторів Ципріяном Годебським. Скульптура була оточена 8 гарматами площею 20 кв. сажнів (близько 43 метрів) на постаменті, до якого вели сходи, складалася зі знамен і геральдичних щитів з військовими емблемами, оздобленими дубовим листям. На щитах містилися написи німецькою мовою: «Нашим братам по зброї, загиблим на полі Честі у битвах біля Мадженти і Сольферіно. На вічну пам'ять від офіцерського корпусу піхотного полку № 9 Гартмана-Клярштейна». Останнє речення дублювалося польською мовою. Загалом відоме число близько 488 загиблих, окрім втрат рядового складу. На восьми бічних щитах було викарбувано імена ще 17 офіцерів, зокрема і командира полку Карла Губатчека. До наших часів монумент не зберігся, та вважається, що він був демонтований у 1920-х роках XX століття. 
У 1958 році на території парку відкрито бронзовий пам'ятник Тарасу Шевченку на бетонному постаменті. Пам'ятник являє собою постать Шевченка на повний зріст, одягненого в довгий, нижче колін, плащ та з книгою у лівій руці. Вважається, що цей пам'ятник один з перших пам'ятників Тарасу Шевченку на Львівщині, споруджених після Другої світової війни. 
Довгий час парк приваблював жителів та гостей міста, адже на його території проходили фестини чи інші розважальні заходи, функціонував парк атракціонів, ресторан у центрі парку, що приймав відвідувачів, аж до 1990-х років. Проте на початку 2000-х років був занедбаний та потребує проведення відновлювальних робіт.

## Світлини

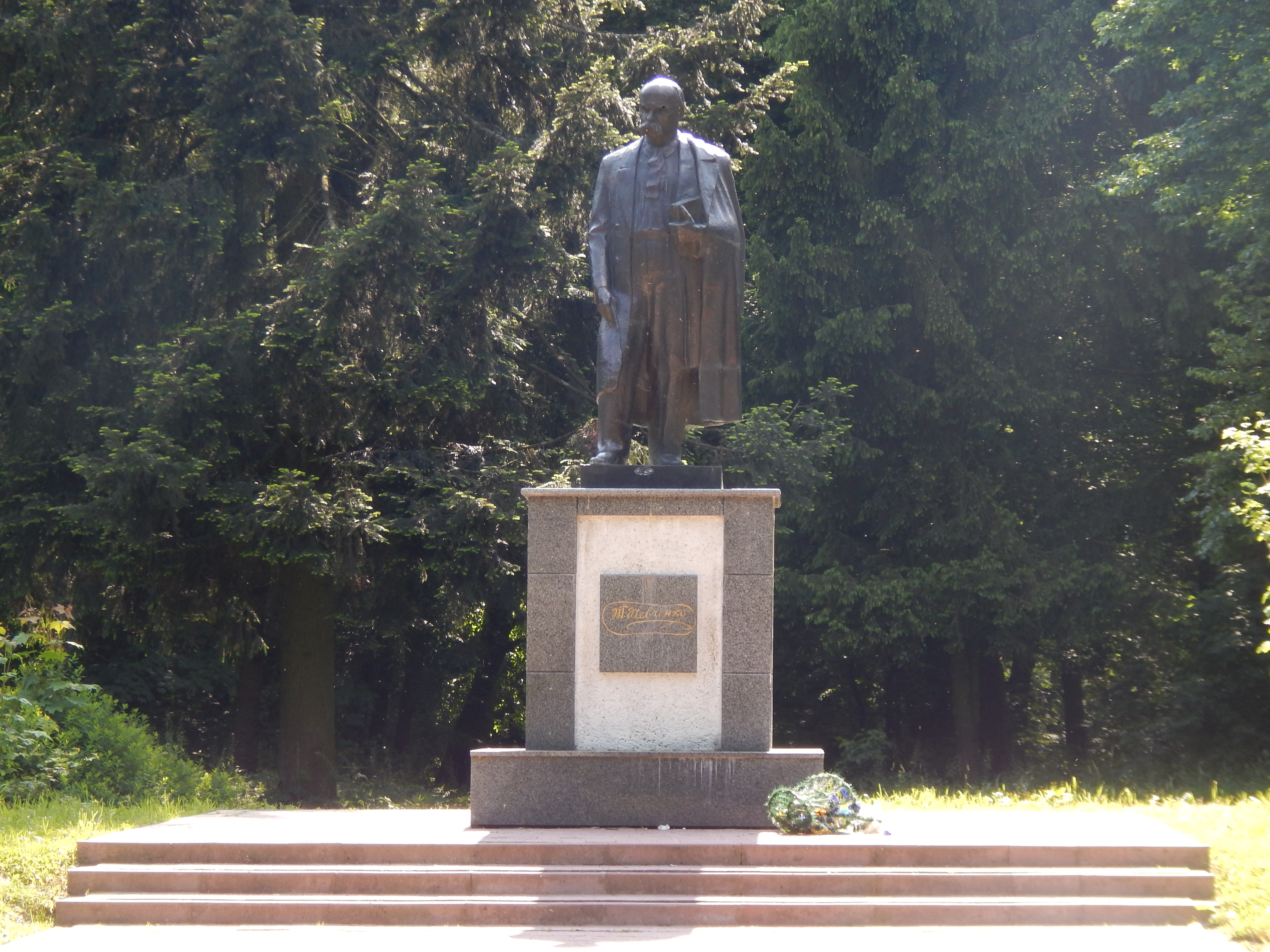
Пам'ятник Тарасові Шевченку в Стрийському парку ім. Т. Шевченка
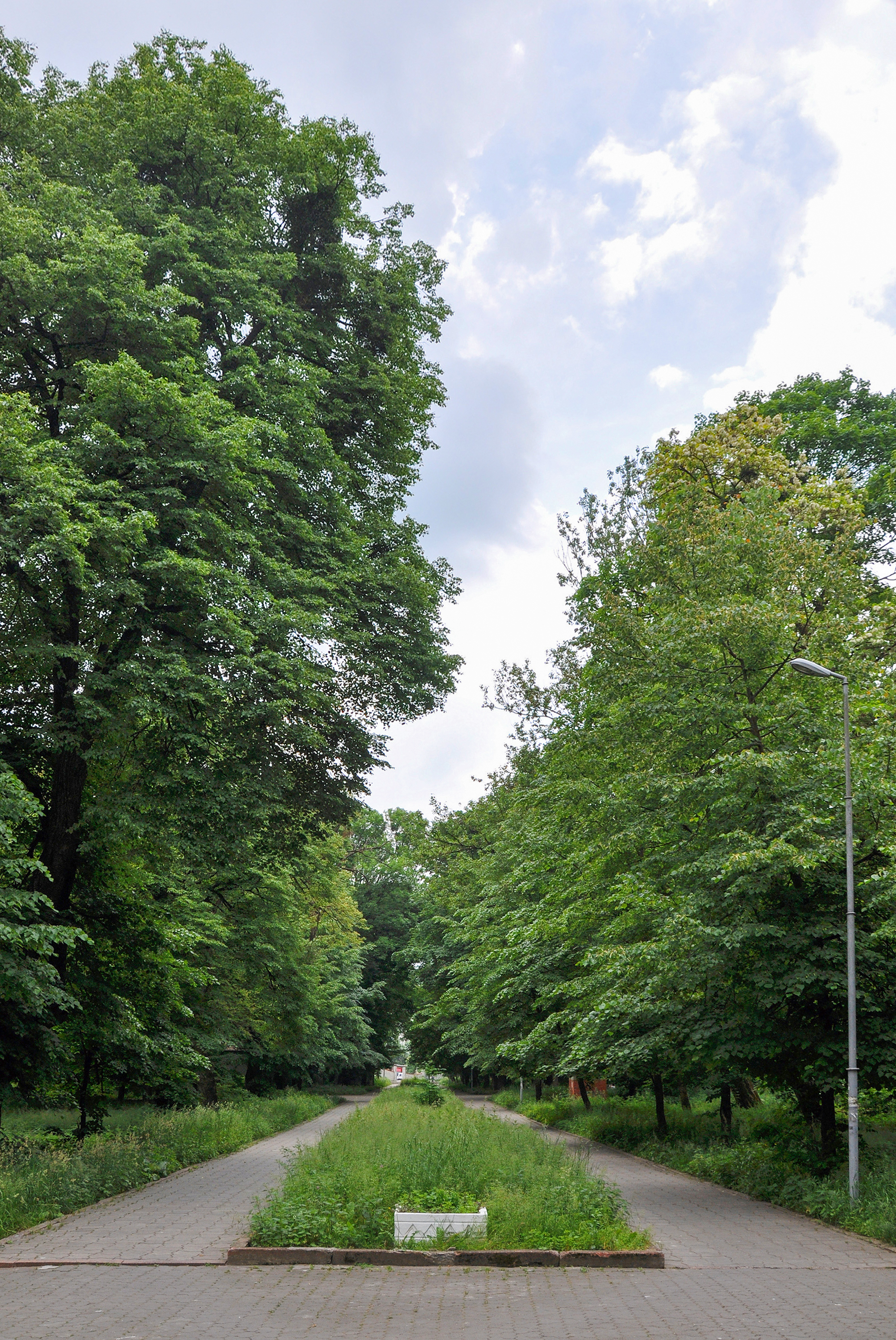
Центральна паркова алея
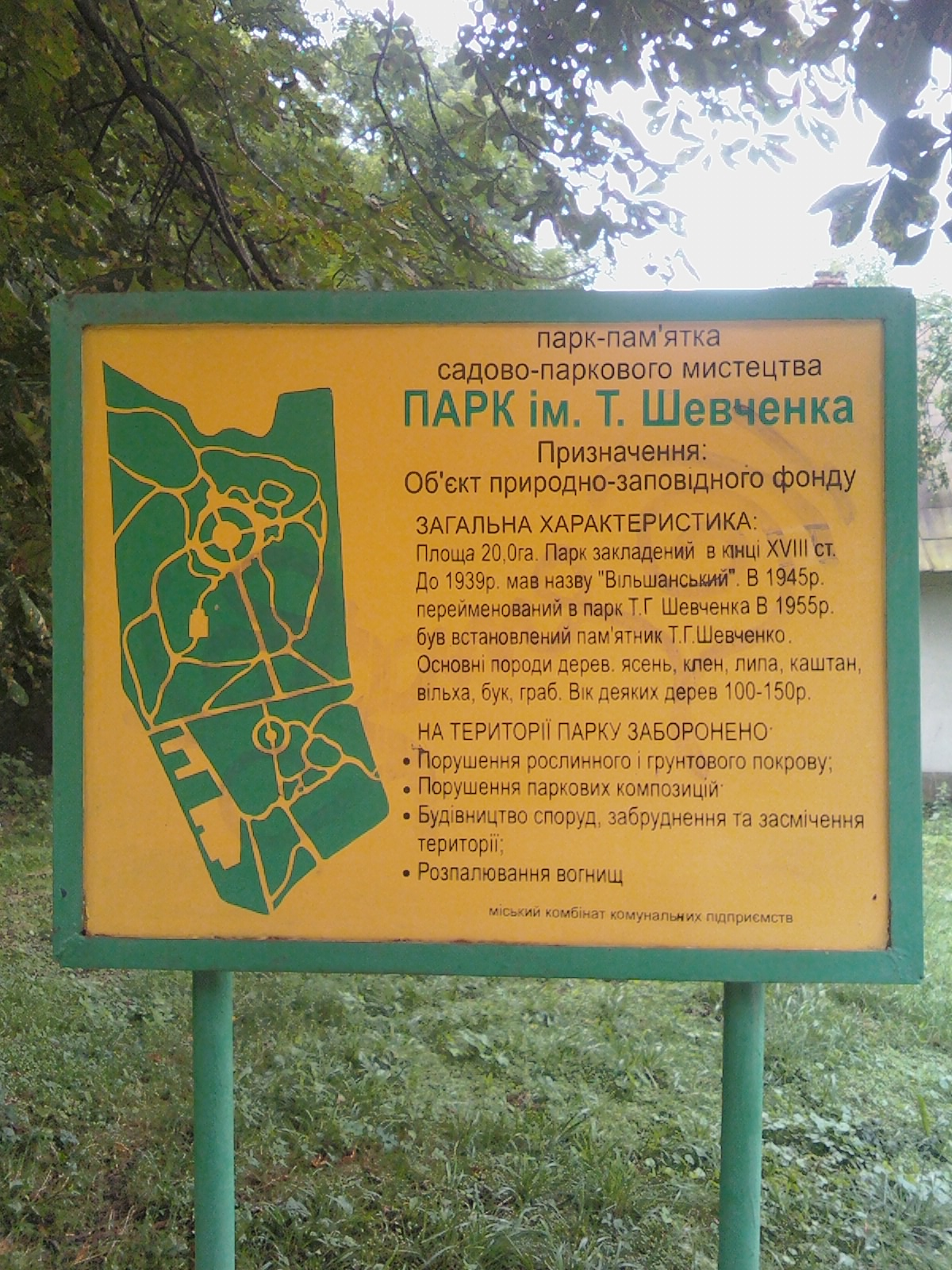
Аншлаг
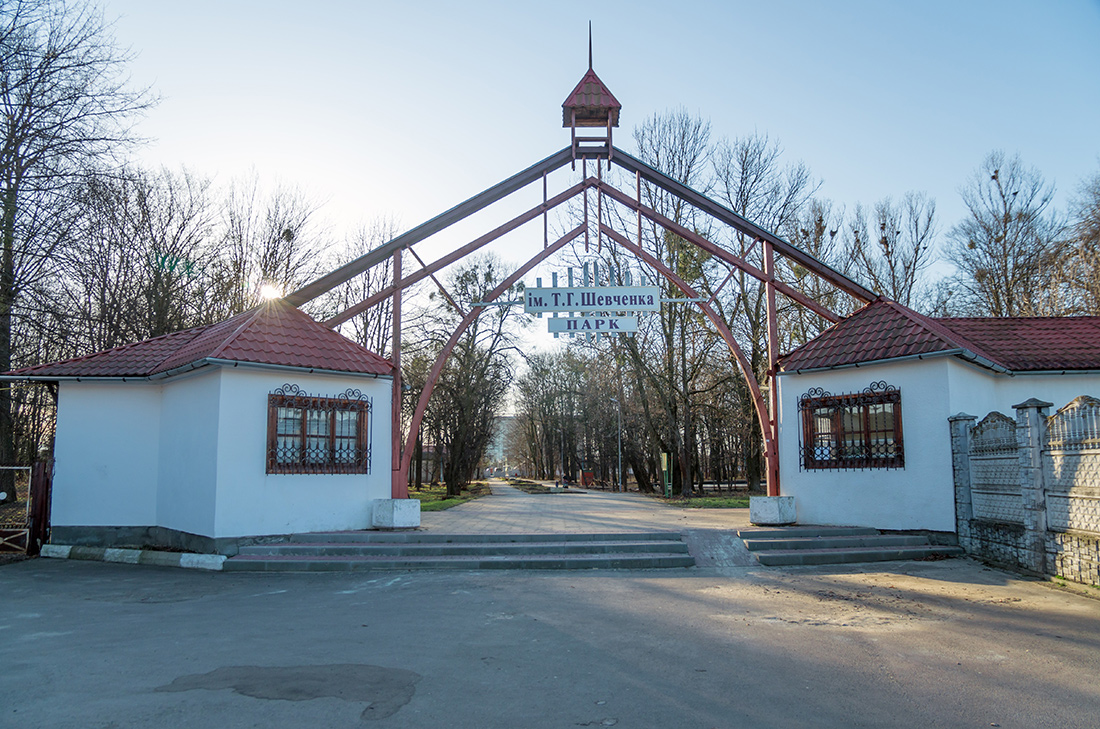
Центральні ворота
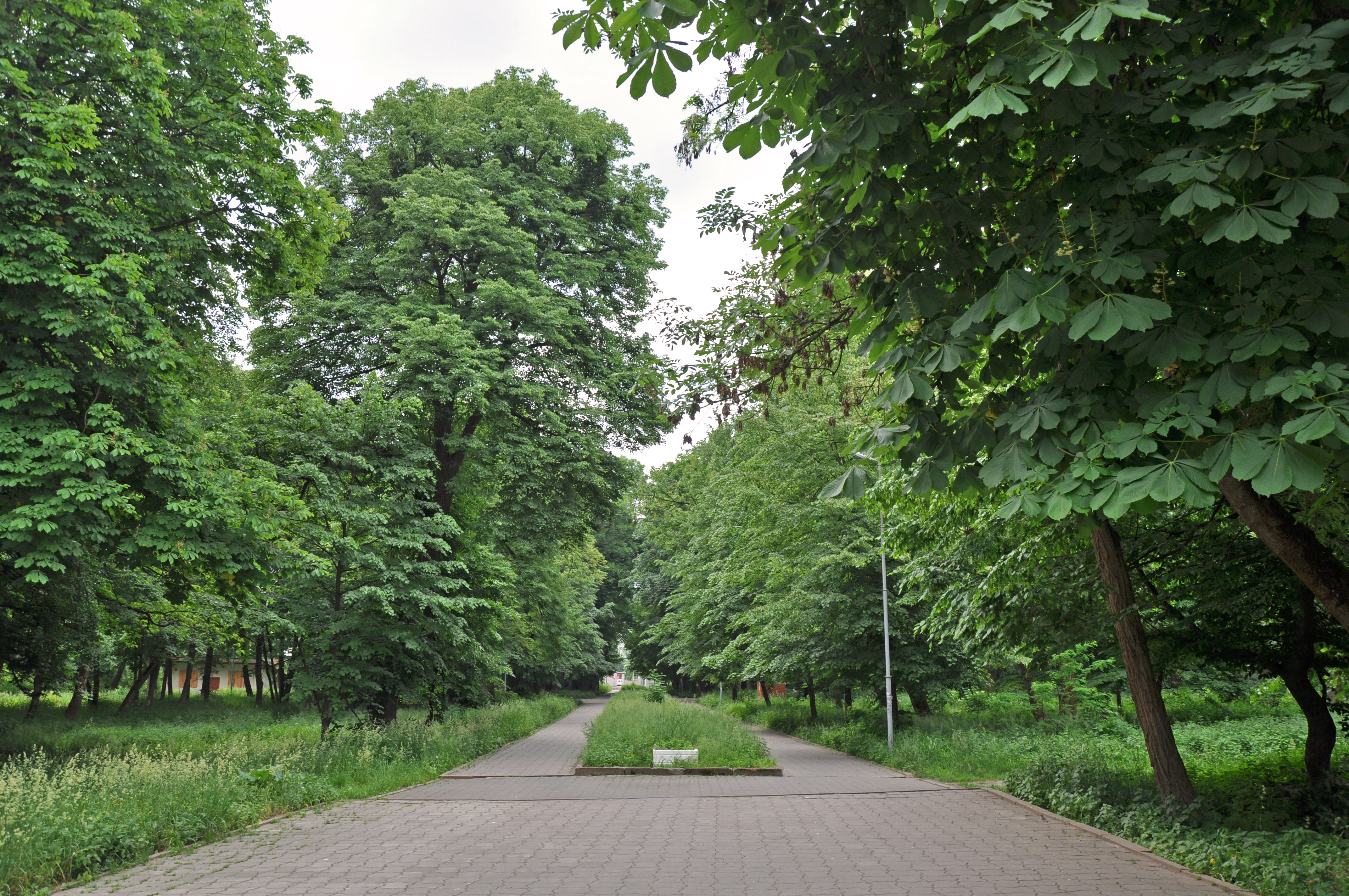
Центральна алея